# Capitulare Italicum
Il Capitulare Italicum è una raccolta di leggi (in latino capitula) emanate per il Regnum Italicum da parte dei sovrani carolingi e ampliata dalla dinastia ottoniana di Sassonia, che furono al contempo sovrani del Sacro Romano Impero. Ebbe origine nell'VIII secolo ed era composto inizialmente da un insieme di volontà espresse limitatamente alla penisola italiana dal re Pipino il Breve.
Il Capitulare Italicum venne ben presto inserito nel Liber Papiensis, noto anche come Liber legis Longobardorum, redatto dalla scuola giuridica sorta a Pavia (allora capitale del regno d'Italia) tra il IX e il X secolo presso il palazzo Reale e utilizzato come sistema normativo nell'Italia dell'epoca. Venne accompagnato da una raccolta di Edicta dei re longobardi, disposti in ordine cronologico partendo dall'Editto di Rotari (643), sino alle leggi aggiunte da Astolfo (755).